# 1986년 9월의 비망록
《1986년 9월의 비망록》은 한국방송공사 1TV 특집드라마이다.

## 제작진
- 원작 : 박용수
- 연출 : 최상현

## 출연진
- 노주현
- 김영애
- 한진희